# 祖爾·艾度
艾度（Joseph Addo，1971年9月21日—），全名為約瑟夫·艾度，是加納的足球運動員，位置為中堅，曾一次擔任國家隊隊長。

## 生涯
艾度年輕時曾到美國喬治梅森大學就讀及踢足球。在職業生涯中，艾度曾效力於卡利亞里（意大利），史特加及法蘭克福（德國），鹿特丹斯巴達（荷蘭），比蘭倫斯（葡萄牙），艾治拿（希臘），譚柏灣叛亂，紐約紅牛（美國）和傑志（香港）。

## 國家隊生涯
艾度曾代表加納在1996年夏季奧運會中登場。在成年隊中，他上陣了44次，攻入2球。

## 教練生涯
他現在是西艾塞克斯高中的足球教練。

## 連結
- Addo at GhanaWeb.com （页面存档备份，存于）